# Guglielmo Peirce

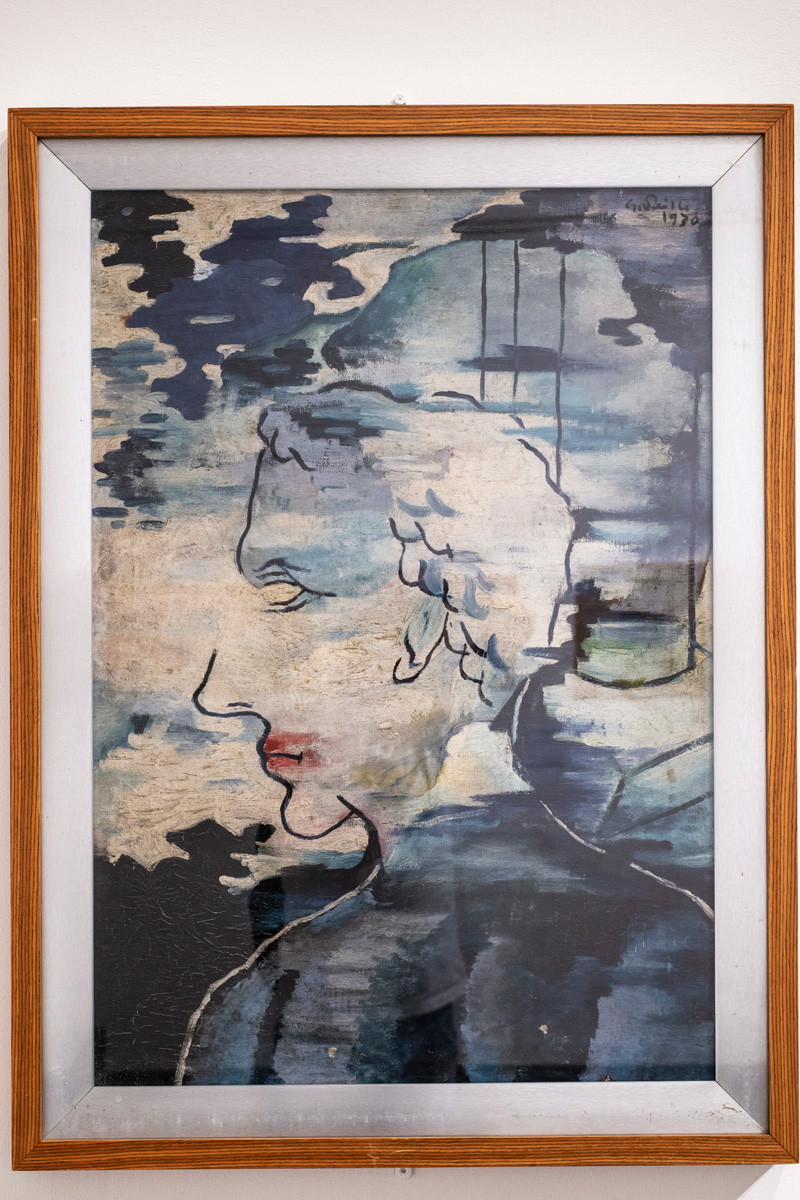
Guglielmo Pierce, Il Silenzio dell'Aurora, 1930. Museo Napoli Novecento 1910-1980, Napoli.

Guglielmo Peirce (Napoli, 20 aprile 1909 – Roma, 24 novembre 1958) è stato un pittore, giornalista e scrittore italiano.

## Biografia
Abbandonò la scuola nel 1924. Tre anni dopo con Carlo Bernari, Carlo Cocchia, D'Ambrosio e Paolo Ricci, fonda il movimento artistico "Circumvisionismo".
Fondò poi, insieme a Bernari e al critico Ricci, il movimento d'arte U.D.A.(Unione Distruttivisti Attivisti), che proponeva l'abolizione dell'arte in un mondo dove trionfava la tecnica e la scienza.
Nel 1928 aderì al Partito Comunista clandestino. Nel 1930, alla Biennale di Venezia, espose un quadro surrealista (Frammento d'operaio), distrutto in seguito, poi andò a Parigi dove conobbe Picasso, dipinse molto e scrisse. Nel 1932 tornò in Italia, collaborò al Resto del Carlino, Il lavoro fascista e alla rivista il Saggiatore.
Passò da Napoli a Roma, poi a Milano dove si legò in amicizia con Alfonso Gatto. Nel 1936 fu arrestato con lui per motivi politici e confinato a Ventotene. Tornò in libertà nel 1937.
Dopo l'8 settembre 1943 diresse la terza pagina de L'Unità e collaborò a L'Avanti!. Deluso dalla politica del PCI e dal comportamento dei suoi massimi esponenti, uscì dal partito e trovò ospitalità a Il Tempo di Renato Angiolillo, alla terza pagina alla quale collaborò dal 1949 fino alla morte. In quegli anni scrisse su il Borghese di Longanesi, La Nazione, Settimo giorno e Stampa sera, con articoli di costume e cronache teatrali.
Dichiarò di aver scritto interamente (nel 1948) Un popolo alla macchia, che sarebbe stato poi firmato solo da Luigi Longo. 
Nel 1951 scrisse Pietà per i nostri carnefici; nel 1953 Condannati a morte e nel 1955 Libertà provvisoria, nei quali descrive le vicende politiche dell'immediato dopoguerra e la travagliata decisione di uscire dal Partito Comunista.
Nel 1965 fu pubblicato postumo Nostalgia di Napoli, nel quale sono raccolti i suoi ricordi d'infanzia e la sua vita, pubblicati su Il Tempo ed il Borghese nell'arco di nove anni.

## Opere
- Pietà per i nostri carnefici, Milano, Longanesi, 1951.
- Condannati a morte, Roma, Ed. Atlante, 1953.
- Libertà provvisoria Milano, Longanesi, 1955.
- Nostalgia di Napoli, Milano, Edizioni del Borghese, 1962.
- Nostalgia di Napoli, Antonio Pepe (a cura di), prefazione di Giuseppe Marotta, Roma, Volpe, 1984.